# آگالیا
آگالیا (به لاتین: Agaliya) یک منطقهٔ مسکونی در سری‌لانکا است که در استان جنوبی (سری‌لانکا) واقع شده‌است.